# Symeon II (prawosławny patriarcha Antiochii)
Symeon II – prawosławny patriarcha Antiochii w latach 1245–1268. Podobnie jak jego poprzednicy przebywał na wygnaniu.